# Lignes de bus RATP de 500 à 599
Les lignes de bus RATP de 500 à 599 constituent une série de lignes, qualifiées de « lignes urbaines », que la Régie autonome des transports parisiens (RATP) exploite dans certaines communes et agglomérations avec une participation financière de celles-ci. Certaines lignes ont reçu un nom spécifique lié à la commune, tandis que d'autres circulent simplement sous leur numéro. Comme pour d'autres lignes RATP, certains numéros sont aussi utilisés par d'autres compagnies sur leur réseau.
Les quatre Traverses (indices 501, 513, 518 et 519) exploitées par la RATP et les six lignes Valouette (indices 562, 581, 583, 584, 585 et 593) sont reprises dans des articles dédiés.

## Lignes 500 à 599
En 2013, seules les lignes 520, 545, TIM (569), SUBB (571) et TUVIM (589) sont équipées du système d'information en ligne destiné à la régulation et à l'information des voyageurs.
Au 2 janvier 2019, les navettes Amibus (592) et Montbus (526) ne sont plus exploitées par la RATP mais par les autocars Dominique, pour le compte de l'établissement public territorial Vallée Sud Grand Paris. Elles sont décrites sur l'article du réseau de bus Vallée Sud Bus.
En mars 2020, le département du Val-de-Marne et Île-de-France Mobilités annoncent l'investissement de 389 000 euros dans le prolongement de la ligne 520 qui ira de la gare de Bry-sur-Marne à celle des Boullereaux-Champigny, et qui sera effectif au 9 mars de cette même année. « L'objectif est de désenclaver le quartier des bords de Marne et de la Pépinière à Bry-sur-Marne et d'améliorer le lien entre les [deux gares] », explique le département.
Le 1er août 2022, Transdev Vallée Sud reprend l'exploitation des navettes Clamibus (579), Le petit fontenaisien (594) et L'Hirondelle (597), précédemment exploitées par la RATP, pour le compte de l'établissement public territorial Vallée Sud Grand Paris toujours dans le cadre du réseau de bus Vallée Sud Bus,.
Le 1er avril 2023, la SAVAC reprend l'exploitation du Curviabus (502), le service de transport à la demande de Courbevoie à la RATP.
Le 7 juillet 2025, le TUC de Clichy est remplacée par La Navette, exploitée par Origami Paris Seine Mobilité filiale de RATP Cap Île-de-France.
Le 1er septembre 2025, Origami reprend également l'exploitation des lignes SUBB, TIM et TUVIM.

### Lignes 510 à 519
| Ligne | Caractéristiques | Caractéristiques                                                   | Caractéristiques                                                   | Caractéristiques                                                   | Caractéristiques                                                   | Caractéristiques                                                   | Caractéristiques                                                   | Caractéristiques                                                   | Caractéristiques                                                   |
| 515   | TillBus : Service urbain des Lilas | TillBus : Service urbain des Lilas                                 | TillBus : Service urbain des Lilas                                 | TillBus : Service urbain des Lilas                                 | TillBus : Service urbain des Lilas                                 | TillBus : Service urbain des Lilas                                 | TillBus : Service urbain des Lilas                                 | TillBus : Service urbain des Lilas                                 | TillBus : Service urbain des Lilas                                 |
| 515   | (Circulaire) Les Lilas - Place du Vel d'Hiv ⥋ via Mairie des Lilas | (Circulaire) Les Lilas - Place du Vel d'Hiv ⥋ via Mairie des Lilas | (Circulaire) Les Lilas - Place du Vel d'Hiv ⥋ via Mairie des Lilas | (Circulaire) Les Lilas - Place du Vel d'Hiv ⥋ via Mairie des Lilas | (Circulaire) Les Lilas - Place du Vel d'Hiv ⥋ via Mairie des Lilas | (Circulaire) Les Lilas - Place du Vel d'Hiv ⥋ via Mairie des Lilas | (Circulaire) Les Lilas - Place du Vel d'Hiv ⥋ via Mairie des Lilas | (Circulaire) Les Lilas - Place du Vel d'Hiv ⥋ via Mairie des Lilas | (Circulaire) Les Lilas - Place du Vel d'Hiv ⥋ via Mairie des Lilas |
| ----- | --- | ------------------------------------------------------------------ | ------------------------------------------------------------------ | ------------------------------------------------------------------ | ------------------------------------------------------------------ | ------------------------------------------------------------------ | ------------------------------------------------------------------ | ------------------------------------------------------------------ | ------------------------------------------------------------------ |
| 515   | Ouverture / Fermeture 29 octobre 1988 / — | Longueur —                                                         | Durée —                                                            | Nb. d’arrêts 17                                                    | Matériel Bluebus 22 Cityos 4/23                                    | Jours de fonctionnement Me, J, V, S, D                             | Jour / Soir / Nuit / Fêtes O / N / N / N                           | Voy. / an —                                                        | Centre-Bus Les Lilas                                               |
| 515   | Desserte : - Ville et lieux desservis : Les Lilas (Centre commercial, Église Notre-Dame-du-Rosaire, Centre culturel Jean-Cocteau, Cimetière, Stade Charles-Auray, Parc Henri-Barbusse, Fort de Romainville, Tour TDF, Lycée Paul Robert). - Station desservie : Mairie des Lilas. |                                                                    |                                                                    |                                                                    |                                                                    |                                                                    |                                                                    |                                                                    |                                                                    |
| 515   | Autre : - Zone traversée : Néant (service gratuit). - Arrêts non accessibles aux UFR : Aucun. - Amplitudes horaires : - En période scolaire, la ligne fonctionne du mercredi au samedi de 9 h à 13 h 20 puis de 15 h 50 à 17 h 10 et les dimanches de 8 h 15 à 13 h 20. - En période de vacances scolaires, le service se réduit à deux jours uniquement : les mercredis et les dimanches (aux mêmes horaires qu'en période scolaire). - Particularités : La ligne est un service gratuit (avec une fréquence de passage de 45 minutes). - Date de dernière mise à jour : 12 juillet 2022. |                                                                    |                                                                    |                                                                    |                                                                    |                                                                    |                                                                    |                                                                    |                                                                    |
| 515   | Dernière actualisation : — |                                                                    |                                                                    |                                                                    |                                                                    |                                                                    |                                                                    |                                                                    |                                                                    |

### Lignes 520 à 529
| Ligne | Caractéristiques | Caractéristiques                                                             | Caractéristiques                                                             | Caractéristiques                                                             | Caractéristiques                                                             | Caractéristiques                                                             | Caractéristiques                                                             | Caractéristiques                                                             | Caractéristiques                                                             |
| 520   | Les Boullereaux - Champigny RER / Bry-sur-Marne RER ⥋ Bry-sur-Marne - Europe | Les Boullereaux - Champigny RER / Bry-sur-Marne RER ⥋ Bry-sur-Marne - Europe | Les Boullereaux - Champigny RER / Bry-sur-Marne RER ⥋ Bry-sur-Marne - Europe | Les Boullereaux - Champigny RER / Bry-sur-Marne RER ⥋ Bry-sur-Marne - Europe | Les Boullereaux - Champigny RER / Bry-sur-Marne RER ⥋ Bry-sur-Marne - Europe | Les Boullereaux - Champigny RER / Bry-sur-Marne RER ⥋ Bry-sur-Marne - Europe | Les Boullereaux - Champigny RER / Bry-sur-Marne RER ⥋ Bry-sur-Marne - Europe | Les Boullereaux - Champigny RER / Bry-sur-Marne RER ⥋ Bry-sur-Marne - Europe | Les Boullereaux - Champigny RER / Bry-sur-Marne RER ⥋ Bry-sur-Marne - Europe |
| ----- | --- | ---------------------------------------------------------------------------- | ---------------------------------------------------------------------------- | ---------------------------------------------------------------------------- | ---------------------------------------------------------------------------- | ---------------------------------------------------------------------------- | ---------------------------------------------------------------------------- | ---------------------------------------------------------------------------- | ---------------------------------------------------------------------------- |
| 520   | Ouverture / Fermeture 3 février 2003 / — | Longueur —                                                                   | Durée 30 9 min                                                               | Nb. d’arrêts 18 8                                                            | Matériel GX 127                                                              | Jours de fonctionnement L, Ma, Me, J, V                                      | Jour / Soir / Nuit / Fêtes O / N / N / N                                     | Voy. / an —                                                                  | Centre-bus Bords de Marne                                                    |
| 520   | Desserte : - Villes et lieux desservis : Champigny-sur-Marne (Cité des Boullereaux), Bry-sur-Marne (La Fourchette de Bry, Mairie, Zones d'activités), Noisy-le-Grand. - Gares desservies : Les Boullereaux-Champigny et Bry-sur-Marne. |                                                                              |                                                                              |                                                                              |                                                                              |                                                                              |                                                                              |                                                                              |                                                                              |
| 520   | Autre : - Zone traversée : 4. - Arrêts non accessibles aux UFR : Tous. - Amplitudes horaires : La ligne fonctionne du lundi au vendredi de 7 h 20 à 20 h 55 environ. - Particularités : Depuis le 9 mars 2020, certains services sont prolongés de Bry-sur-Marne RER à Les Boullereaux-Champigny RER, à raison d'un passage toutes les vingt minutes sur ce tronçon. - Date de dernière mise à jour : 24 novembre 2024. |                                                                              |                                                                              |                                                                              |                                                                              |                                                                              |                                                                              |                                                                              |                                                                              |
| 520   | Dernière actualisation : — |                                                                              |                                                                              |                                                                              |                                                                              |                                                                              |                                                                              |                                                                              |                                                                              |

### Lignes 530 à 539
| Ligne | Caractéristiques | Caractéristiques                            | Caractéristiques                            | Caractéristiques                            | Caractéristiques                            | Caractéristiques                              | Caractéristiques                            | Caractéristiques                            | Caractéristiques                            |
| 537   | L'Audonienne : Service urbain de Saint-Ouen | L'Audonienne : Service urbain de Saint-Ouen | L'Audonienne : Service urbain de Saint-Ouen | L'Audonienne : Service urbain de Saint-Ouen | L'Audonienne : Service urbain de Saint-Ouen | L'Audonienne : Service urbain de Saint-Ouen   | L'Audonienne : Service urbain de Saint-Ouen | L'Audonienne : Service urbain de Saint-Ouen | L'Audonienne : Service urbain de Saint-Ouen |
| 537   | Saint-Ouen - Payret ⥋ Saint-Ouen - Debain | Saint-Ouen - Payret ⥋ Saint-Ouen - Debain   | Saint-Ouen - Payret ⥋ Saint-Ouen - Debain   | Saint-Ouen - Payret ⥋ Saint-Ouen - Debain   | Saint-Ouen - Payret ⥋ Saint-Ouen - Debain   | Saint-Ouen - Payret ⥋ Saint-Ouen - Debain     | Saint-Ouen - Payret ⥋ Saint-Ouen - Debain   | Saint-Ouen - Payret ⥋ Saint-Ouen - Debain   | Saint-Ouen - Payret ⥋ Saint-Ouen - Debain   |
| ----- | --- | ------------------------------------------- | ------------------------------------------- | ------------------------------------------- | ------------------------------------------- | --------------------------------------------- | ------------------------------------------- | ------------------------------------------- | ------------------------------------------- |
| 537   | Ouverture / Fermeture 19 septembre 1983 / — | Longueur —                                  | Durée —                                     | Nb. d’arrêts 17                             | Matériel Cytios 4/23                        | Jours de fonctionnement L, Ma, Me, J, V, S, D | Jour / Soir / Nuit / Fêtes O / N / N / O    | Voy. / an —                                 | Centre-Bus Michelet                         |
| 537   | Desserte : - Ville et lieux desservis : Saint-Ouen (Centre commercial, Église Notre-Dame du Rosaire, Mairie, Piscine, Patinoire, Clinique du Landy, Complexe sportif Pablo-Neruda, Cimetière, Stade USMA, Église Sacré-cœur de Saint-Ouen, Locaux RATP). - Stations desservies : Garibaldi, Mairie de Saint-Ouen. |                                             |                                             |                                             |                                             |                                               |                                             |                                             |                                             |
| 537   | Autre : - Zone traversée : 2. - Arrêts non accessibles aux UFR : Tous. - Particularités : La ligne fonctionne toute l'année du lundi au samedi de 7 h 15 à 19 h 30 et les dimanches et fêtes de 7 h 55 à 13 h 55. Les premiers départs pour Debain ont lieu à Mairie de Saint-Ouen Métro et les derniers départs de Debain ont pour destination Mairie de Saint-Ouen Métro - Date de dernière mise à jour : 13 février 2018.                          |                                             |                                             |                                             |                                             |                                               |                                             |                                             |                                             |
| 537   | Dernière actualisation : — |                                             |                                             |                                             |                                             |                                               |                                             |                                             |                                             |
| 538   | Bus du Port | Bus du Port                                 | Bus du Port                                 | Bus du Port                                 | Bus du Port                                 | Bus du Port                                   | Bus du Port                                 | Bus du Port                                 | Bus du Port                                 |
| 538   | (Circulaire) Gare du Stade (Circuit rouge) / Les Courtilles (Circuits bleu et vert) ⥋ desserte du port logistique (Circuits rouge et bleu) et du port pétrolier (Circuit vert). |                                             |                                             |                                             |                                             |                                               |                                             |                                             |                                             |
| 538   | Ouverture / Fermeture 2 avril 1990 / — | Longueur —                                  | Durée —                                     | Nb. d’arrêts 26                             | Matériel Ligneo 23                          | Jours de fonctionnement L, Ma, Me, J, V       | Jour / Soir / Nuit / Fêtes O / N / N / N    | Voy. / an —                                 | Centre-Bus Asnières                         |
| 538   | Desserte : - Villes et lieux desservis : Gennevilliers (Port de Gennevilliers : Paris Terminal Containers, Entreprise EDF, Port pétrolier, IFTIM, Entreprise 3M), Colombes (Zones commerciales). - Stations et gares desservies : Le Stade, Les Courtilles. |                                             |                                             |                                             |                                             |                                               |                                             |                                             |                                             |
| 538   | Autre : - Zone traversée : 3. - Arrêts non accessibles aux UFR : Tous. - Particularités : Le bus du port est constitué de trois circuits desservant le port de Gennevilliers : - Circuit rouge : il fonctionne du lundi au vendredi de 6 h à 18 h ; - Circuit bleu : il fonctionne du lundi au vendredi de 6 h à 18 h 20 ; - Circuit vert : il fonctionne du lundi au vendredi de 6 h 20 à 18 h 15 ; - Date de dernière mise à jour : 4 janvier 2024. |                                             |                                             |                                             |                                             |                                               |                                             |                                             |                                             |
| 538   | Dernière actualisation : — |                                             |                                             |                                             |                                             |                                               |                                             |                                             |                                             |

### Lignes 540 à 549
| Ligne | Caractéristiques | Caractéristiques                                                                     | Caractéristiques                                                                     | Caractéristiques                                                                     | Caractéristiques                                                                     | Caractéristiques                                                                     | Caractéristiques                                                                     | Caractéristiques                                                                     | Caractéristiques                                                                     |
| 541   | Buséolien 1 Buséolien 2 : Service urbain de Puteaux | Buséolien 1 Buséolien 2 : Service urbain de Puteaux                                  | Buséolien 1 Buséolien 2 : Service urbain de Puteaux                                  | Buséolien 1 Buséolien 2 : Service urbain de Puteaux                                  | Buséolien 1 Buséolien 2 : Service urbain de Puteaux                                  | Buséolien 1 Buséolien 2 : Service urbain de Puteaux                                  | Buséolien 1 Buséolien 2 : Service urbain de Puteaux                                  | Buséolien 1 Buséolien 2 : Service urbain de Puteaux                                  | Buséolien 1 Buséolien 2 : Service urbain de Puteaux                                  |
| 541   | Cimetière Nouveau ⥋ Île de Puteaux (Circuit 1) / Conservatoire Pressensé (Circuit 2) | Cimetière Nouveau ⥋ Île de Puteaux (Circuit 1) / Conservatoire Pressensé (Circuit 2) | Cimetière Nouveau ⥋ Île de Puteaux (Circuit 1) / Conservatoire Pressensé (Circuit 2) | Cimetière Nouveau ⥋ Île de Puteaux (Circuit 1) / Conservatoire Pressensé (Circuit 2) | Cimetière Nouveau ⥋ Île de Puteaux (Circuit 1) / Conservatoire Pressensé (Circuit 2) | Cimetière Nouveau ⥋ Île de Puteaux (Circuit 1) / Conservatoire Pressensé (Circuit 2) | Cimetière Nouveau ⥋ Île de Puteaux (Circuit 1) / Conservatoire Pressensé (Circuit 2) | Cimetière Nouveau ⥋ Île de Puteaux (Circuit 1) / Conservatoire Pressensé (Circuit 2) | Cimetière Nouveau ⥋ Île de Puteaux (Circuit 1) / Conservatoire Pressensé (Circuit 2) |
| ----- | --- | ------------------------------------------------------------------------------------ | ------------------------------------------------------------------------------------ | ------------------------------------------------------------------------------------ | ------------------------------------------------------------------------------------ | ------------------------------------------------------------------------------------ | ------------------------------------------------------------------------------------ | ------------------------------------------------------------------------------------ | ------------------------------------------------------------------------------------ |
| 541   | Ouverture / Fermeture 21 avril 1987 / — | Longueur —                                                                           | Durée 22 / 20-36 min                                                                 | Nb. d’arrêts 24 / 29                                                                 | Matériel Cytios 4/34 Bluebus 6 m                                                     | Jours de fonctionnement L, Ma, Me, J, V, S, D                                        | Jour / Soir / Nuit / Fêtes O / N / N / O                                             | Voy. / an —                                                                          | Centre-Bus Charlebourg                                                               |
| 541   | Desserte : - Villes et lieux desservis : Puteaux (Église Notre-Dame du Perpétuel-Secours, Musée, Mairie, Marché, Hôpital, Pont de Puteaux, Île de Puteaux (École des sports, Parc départemental), Esplanade de la Défense), Nanterre (Nouveau cimetière de Puteaux). - Gare desservie : Puteaux. |                                                                                      |                                                                                      |                                                                                      |                                                                                      |                                                                                      |                                                                                      |                                                                                      |                                                                                      |
| 541   | Autre : - Zone traversée : néant (Service gratuit). - Arrêts non accessibles aux UFR : Aucun. - Particularités : Le Buséolien est composé de deux circuits : - Ligne 1 : Elle fonctionne du lundi au vendredi de 7 h 20 à 19 h 50 et le samedi de 7 h 40 à 19 h 30. Elle ne fonctionne pas les dimanches et fêtes. - Ligne 2 : Elle fonctionne quant à elle du lundi au vendredi de 7 h à 20 h, le samedi de 7 h 30 à 19 h 45 et les dimanches et fêtes de 7 h 45 à 18 h 30. - Le service est gratuit. - Date de dernière mise à jour : 13 février 2018. |                                                                                      |                                                                                      |                                                                                      |                                                                                      |                                                                                      |                                                                                      |                                                                                      |                                                                                      |
| 541   | Dernière actualisation : — |                                                                                      |                                                                                      |                                                                                      |                                                                                      |                                                                                      |                                                                                      |                                                                                      |                                                                                      |
| 544   | Autobus Suresnois : Service urbain de Suresnes | Autobus Suresnois : Service urbain de Suresnes                                       | Autobus Suresnois : Service urbain de Suresnes                                       | Autobus Suresnois : Service urbain de Suresnes                                       | Autobus Suresnois : Service urbain de Suresnes                                       | Autobus Suresnois : Service urbain de Suresnes                                       | Autobus Suresnois : Service urbain de Suresnes                                       | Autobus Suresnois : Service urbain de Suresnes                                       | Autobus Suresnois : Service urbain de Suresnes                                       |
| 544   | (Circulaire) Général de Gaulle ⥋ via Gare de Suresnes-Mont-Valérien (Circuit Liberté) |                                                                                      |                                                                                      |                                                                                      |                                                                                      |                                                                                      |                                                                                      |                                                                                      |                                                                                      |
| 544   | Ouverture / Fermeture 1er novembre 1984 / — | Longueur 4 / 2,4 km                                                                  | Durée 18 / 10 min                                                                    | Nb. d’arrêts 14 / 5                                                                  | Matériel GX 127 GX 137                                                               | Jours de fonctionnement L, Ma, Me, J, V, S, D                                        | Jour / Soir / Nuit / Fêtes O / N / N / O                                             | Voy. / an —                                                                          | Centre-Bus Charlebourg                                                               |
| 544   | Desserte : - Ville et lieux desservis : Suresnes (Parc, Mairie, Hôpital Foch, Lycée Paul-Langevin, Cimetière Voltaire, Espaces commerciaux). - Gare desservie : Suresnes-Mont-Valérien. |                                                                                      |                                                                                      |                                                                                      |                                                                                      |                                                                                      |                                                                                      |                                                                                      |                                                                                      |
| 544   | Autre : - Zone traversée : 3. - Arrêts non accessibles aux UFR : - Circuit Liberté : Jacques Decour. - Particularités : Autobus Suresnois est composé de deux circuits : - Circuit Liberté : Il fonctionne du lundi au vendredi de 7 h 15 à 19 h 40, le samedi et les jours fériés sauf dimanche de 7 h 40 à 18 h 50. - Circuit Marché : Il fonctionne les dimanches et fêtes de 8 h à 13 h 10. - Date de dernière mise à jour : 18 juin 2023. |                                                                                      |                                                                                      |                                                                                      |                                                                                      |                                                                                      |                                                                                      |                                                                                      |                                                                                      |
| 544   | Dernière actualisation : — |                                                                                      |                                                                                      |                                                                                      |                                                                                      |                                                                                      |                                                                                      |                                                                                      |                                                                                      |
| 546   | TUB : Transport urbain bondynois | TUB : Transport urbain bondynois                                                     | TUB : Transport urbain bondynois                                                     | TUB : Transport urbain bondynois                                                     | TUB : Transport urbain bondynois                                                     | TUB : Transport urbain bondynois                                                     | TUB : Transport urbain bondynois                                                     | TUB : Transport urbain bondynois                                                     | TUB : Transport urbain bondynois                                                     |
| 546   | (Circulaire) La Mare à la Veuve ⥋ via Les Coquetiers et Hôpital Jean Verdier |                                                                                      |                                                                                      |                                                                                      |                                                                                      |                                                                                      |                                                                                      |                                                                                      |                                                                                      |
| 546   | Ouverture / Fermeture 2 janvier 2001 / — | Longueur —                                                                           | Durée 74 min                                                                         | Nb. d’arrêts 43                                                                      | Matériel GX 127                                                                      | Jours de fonctionnement L, Ma, Me, J, V, S                                           | Jour / Soir / Nuit / Fêtes O / N / N / N                                             | Voy. / an —                                                                          | Centre-Bus Les Pavillons                                                             |
| 546   | Desserte : - Ville et lieux desservis : Bondy (Place Mendès-France, Piscine Pierre-Curie, Église Saint-Louis, Stade R.-Gazzi, La Remise à Jorelle, Lycée Jean-Renoir, Lycée Marcel-Pagnol, Église, Mairie, Cimetière communal, Église Saint-Augustin, Lycée professionnel et Stade Léo-Lagrange, Piscine Michel-Beaufort, Hôpital Jean-Verdier, Lycée Claude-Nicolas Ledoux, Cimetière intercommunal, Église). - Stations et gares desservies : Les Coquetiers (T4), Bondy.                                                                              |                                                                                      |                                                                                      |                                                                                      |                                                                                      |                                                                                      |                                                                                      |                                                                                      |                                                                                      |
| 546   | Autre : - Zone traversée : 3. - Arrêts non accessibles aux UFR : Tous. - Particularités : La ligne fonctionne du lundi au vendredi entre 6 h 40 et 19 h et le samedi à partir de 8 h 10. - Date de dernière mise à jour : 6 novembre 2021. |                                                                                      |                                                                                      |                                                                                      |                                                                                      |                                                                                      |                                                                                      |                                                                                      |                                                                                      |
| 546   | Dernière actualisation : — |                                                                                      |                                                                                      |                                                                                      |                                                                                      |                                                                                      |                                                                                      |                                                                                      |                                                                                      |

### Lignes 550 à 559
| Ligne | Caractéristiques | Caractéristiques                             | Caractéristiques                             | Caractéristiques                             | Caractéristiques                             | Caractéristiques                             | Caractéristiques                             | Caractéristiques                             | Caractéristiques                             |
| 559   | Ligne Bleue : réseau urbain de Nanterre | Ligne Bleue : réseau urbain de Nanterre      | Ligne Bleue : réseau urbain de Nanterre      | Ligne Bleue : réseau urbain de Nanterre      | Ligne Bleue : réseau urbain de Nanterre      | Ligne Bleue : réseau urbain de Nanterre      | Ligne Bleue : réseau urbain de Nanterre      | Ligne Bleue : réseau urbain de Nanterre      | Ligne Bleue : réseau urbain de Nanterre      |
| 559   | Chemin de L'Île ⥋ Cimetière du Mont Valérien | Chemin de L'Île ⥋ Cimetière du Mont Valérien | Chemin de L'Île ⥋ Cimetière du Mont Valérien | Chemin de L'Île ⥋ Cimetière du Mont Valérien | Chemin de L'Île ⥋ Cimetière du Mont Valérien | Chemin de L'Île ⥋ Cimetière du Mont Valérien | Chemin de L'Île ⥋ Cimetière du Mont Valérien | Chemin de L'Île ⥋ Cimetière du Mont Valérien | Chemin de L'Île ⥋ Cimetière du Mont Valérien |
| ----- | --- | -------------------------------------------- | -------------------------------------------- | -------------------------------------------- | -------------------------------------------- | -------------------------------------------- | -------------------------------------------- | -------------------------------------------- | -------------------------------------------- |
| 559   | Ouverture / Fermeture 17 septembre 2011 / — | Longueur —                                   | Durée 12-14 min                              | Nb. d’arrêts 22                              | Matériel Cityos 4/23                         | Jours de fonctionnement L, Ma, Me, J, V, S   | Jour / Soir / Nuit / Fêtes O / N / N / N     | Voy. / an —                                  | Centre-bus Nanterre                          |
| 559   | Desserte : - Ville et lieux desservis : Nanterre (Crèches, Commissariat de Police, École Voltaire-E. Cotton, Lycée Henri-Wallon, Cinéma Les Lumières, Parc des anciennes mairies, Hôpitaux de Jour et de Nuit, École Centre, Cathédrale Sainte-Geneviève, Lycée professionnel L.-Michel, Marché, La Poste, Hôtel des Ventes, Place de la Boule, Stade Paul-Vaillant Couturier, Lycée Jules-Ferry, Moulin des Gibets, Terrains de tennis, Funérarium, Cimetière du Mont-Valérien). - Stations et gares desservies : Nanterre-Ville. |                                              |                                              |                                              |                                              |                                              |                                              |                                              |                                              |
| 559   | Autre : - Zone traversée : 3. - Arrêts non accessibles aux UFR : Zilina vers Chemin de L'Île, Saint-Cloud. - Particularités : La ligne fonctionne toute l'année du lundi au vendredi de 8 h à 19 h 15 et le samedi à partir de 9 h. - Date de dernière mise à jour : 12 juillet 2022. |                                              |                                              |                                              |                                              |                                              |                                              |                                              |                                              |
| 559   | Dernière actualisation : — |                                              |                                              |                                              |                                              |                                              |                                              |                                              |                                              |
| 559a  | 559a : réseau urbain de Nanterre | 559a : réseau urbain de Nanterre             | 559a : réseau urbain de Nanterre             | 559a : réseau urbain de Nanterre             | 559a : réseau urbain de Nanterre             | 559a : réseau urbain de Nanterre             | 559a : réseau urbain de Nanterre             | 559a : réseau urbain de Nanterre             | 559a : réseau urbain de Nanterre             |
| 559a  | Garches - Cimetière ⥋ Gabriel Péri - Marché |                                              |                                              |                                              |                                              |                                              |                                              |                                              |                                              |
| 559a  | Ouverture / Fermeture — / — | Longueur —                                   | Durée 10-13 min                              | Nb. d’arrêts 9                               | Matériel —                                   | Jours de fonctionnement D                    | Jour / Soir / Nuit / Fêtes O / N / N / N     | Voy. / an —                                  | Centre-bus Nanterre                          |
| 559a  | Desserte : - Ville et lieux desservis : Nanterre |                                              |                                              |                                              |                                              |                                              |                                              |                                              |                                              |
| 559a  | Autre : - Zone traversée : 3. - Arrêts non accessibles aux UFR : Saint-Cloud. - Particularités : La ligne fonctionne le dimanche, à raison d'un aller-retour entre 9 h et 11 h environ. - Date de dernière mise à jour : 22 mai 2023. |                                              |                                              |                                              |                                              |                                              |                                              |                                              |                                              |
| 559a  | Dernière actualisation : — |                                              |                                              |                                              |                                              |                                              |                                              |                                              |                                              |
| 559b  | 559b : réseau urbain de Nanterre | 559b : réseau urbain de Nanterre             | 559b : réseau urbain de Nanterre             | 559b : réseau urbain de Nanterre             | 559b : réseau urbain de Nanterre             | 559b : réseau urbain de Nanterre             | 559b : réseau urbain de Nanterre             | 559b : réseau urbain de Nanterre             | 559b : réseau urbain de Nanterre             |
| 559b  | Suresnes (sens aller) / Verdun - Plateau (sens retour) ⥋ Gabriel Péri - Marché |                                              |                                              |                                              |                                              |                                              |                                              |                                              |                                              |
| 559b  | Ouverture / Fermeture — / — | Longueur —                                   | Durée 11-12 min                              | Nb. d’arrêts 13                              | Matériel —                                   | Jours de fonctionnement D                    | Jour / Soir / Nuit / Fêtes O / N / N / N     | Voy. / an —                                  | Centre-bus Nanterre                          |
| 559b  | Desserte : - Ville et lieux desservis : Nanterre |                                              |                                              |                                              |                                              |                                              |                                              |                                              |                                              |
| 559b  | Autre : - Zone traversée : 3. - Arrêts non accessibles aux UFR : Paul Bertin, Suresnes, Verdun - Plateau. - Particularités : La ligne fonctionne le dimanche, à raison d'un aller-retour entre 9 h 30 et 11 h 30 environ. - Date de dernière mise à jour : 22 mai 2023. |                                              |                                              |                                              |                                              |                                              |                                              |                                              |                                              |
| 559b  | Dernière actualisation : — |                                              |                                              |                                              |                                              |                                              |                                              |                                              |                                              |
| 559c  | 559c : réseau urbain de Nanterre | 559c : réseau urbain de Nanterre             | 559c : réseau urbain de Nanterre             | 559c : réseau urbain de Nanterre             | 559c : réseau urbain de Nanterre             | 559c : réseau urbain de Nanterre             | 559c : réseau urbain de Nanterre             | 559c : réseau urbain de Nanterre             | 559c : réseau urbain de Nanterre             |
| 559c  | Soufflot - Berthelot ⥋ Gabriel Péri - Marché |                                              |                                              |                                              |                                              |                                              |                                              |                                              |                                              |
| 559c  | Ouverture / Fermeture — / — | Longueur —                                   | Durée 11 min                                 | Nb. d’arrêts 9                               | Matériel —                                   | Jours de fonctionnement D                    | Jour / Soir / Nuit / Fêtes O / N / N / N     | Voy. / an —                                  | Centre-bus Nanterre                          |
| 559c  | Desserte : - Ville et lieux desservis : Nanterre |                                              |                                              |                                              |                                              |                                              |                                              |                                              |                                              |
| 559c  | Autre : - Zone traversée : 3. - Arrêts non accessibles aux UFR : Hôtel de Ville - Cité administrative, Politzer. - Particularités : La ligne fonctionne le dimanche, à raison d'un aller-retour entre 10 h et 12 h environ. - Date de dernière mise à jour : 22 mai 2023. |                                              |                                              |                                              |                                              |                                              |                                              |                                              |                                              |
| 559c  | Dernière actualisation : — |                                              |                                              |                                              |                                              |                                              |                                              |                                              |                                              |
| 559d  | 559d : réseau urbain de Nanterre | 559d : réseau urbain de Nanterre             | 559d : réseau urbain de Nanterre             | 559d : réseau urbain de Nanterre             | 559d : réseau urbain de Nanterre             | 559d : réseau urbain de Nanterre             | 559d : réseau urbain de Nanterre             | 559d : réseau urbain de Nanterre             | 559d : réseau urbain de Nanterre             |
| 559d  | Chemin de l'Île ⥋ Place Foch - Marché (sens aller) / Gabriel Péri - Marché (sens retour) |                                              |                                              |                                              |                                              |                                              |                                              |                                              |                                              |
| 559d  | Ouverture / Fermeture — / — | Longueur —                                   | Durée 11 min                                 | Nb. d’arrêts 12                              | Matériel —                                   | Jours de fonctionnement D                    | Jour / Soir / Nuit / Fêtes O / N / N / N     | Voy. / an —                                  | Centre-bus Nanterre                          |
| 559d  | Desserte : - Ville et lieux desservis : Nanterre |                                              |                                              |                                              |                                              |                                              |                                              |                                              |                                              |
| 559d  | Autre : - Zone traversée : 3. - Arrêts non accessibles aux UFR : Zilina. - Particularités : La ligne fonctionne le dimanche, à raison d'un aller-retour entre 10 h 30 et 12 h 30. - Date de dernière mise à jour : 22 mai 2023. |                                              |                                              |                                              |                                              |                                              |                                              |                                              |                                              |
| 559d  | Dernière actualisation : — |                                              |                                              |                                              |                                              |                                              |                                              |                                              |                                              |

### Lignes 560 à 569
| Ligne | Caractéristiques | Caractéristiques                                                          | Caractéristiques                                                          | Caractéristiques                                                          | Caractéristiques                                                          | Caractéristiques                                                          | Caractéristiques                                                          | Caractéristiques                                                          | Caractéristiques                                                          |
| 564   | (Circulaire) Collège La Malmaison ⥋ via Les Pince-Vins et Église de Rueil | (Circulaire) Collège La Malmaison ⥋ via Les Pince-Vins et Église de Rueil | (Circulaire) Collège La Malmaison ⥋ via Les Pince-Vins et Église de Rueil | (Circulaire) Collège La Malmaison ⥋ via Les Pince-Vins et Église de Rueil | (Circulaire) Collège La Malmaison ⥋ via Les Pince-Vins et Église de Rueil | (Circulaire) Collège La Malmaison ⥋ via Les Pince-Vins et Église de Rueil | (Circulaire) Collège La Malmaison ⥋ via Les Pince-Vins et Église de Rueil | (Circulaire) Collège La Malmaison ⥋ via Les Pince-Vins et Église de Rueil | (Circulaire) Collège La Malmaison ⥋ via Les Pince-Vins et Église de Rueil |
| ----- | --- | ------------------------------------------------------------------------- | ------------------------------------------------------------------------- | ------------------------------------------------------------------------- | ------------------------------------------------------------------------- | ------------------------------------------------------------------------- | ------------------------------------------------------------------------- | ------------------------------------------------------------------------- | ------------------------------------------------------------------------- |
| 564   | Ouverture / Fermeture 15 octobre 2007 / — | Longueur 4,34 km                                                          | Durée 35 min                                                              | Nb. d’arrêts 11                                                           | Matériel Véhixel Cytios                                                   | Jours de fonctionnement L, Ma, Me, J, V, S                                | Jour / Soir / Nuit / Fêtes O / N / N / N                                  | Voy. / an —                                                               | Centre-Bus Nanterre                                                       |
| 564   | Desserte : - Ville et lieux desservis : Rueil-Malmaison (Collège La Malmaison, Institut français du Pétrole, Château de Bois-Préau, Musée, Église Saint-Pierre Saint-Paul, Parc Notre-Dame du Lac Richelieu, Parc de Bois-Préau, Château de Vert-Mont, Château de Malmaison, Maison de retraite Cognac-Jay, Forêt de la Malmaison ou Bois de Saint-Cucufa). - Stations et gares desservies : Aucune. |                                                                           |                                                                           |                                                                           |                                                                           |                                                                           |                                                                           |                                                                           |                                                                           |
| 564   | Autre : - Zone traversée : 3. - Arrêts non accessibles aux UFR : Les Pince-Vins, Bergerie, Église de Rueil. - Particularités : La ligne fonctionne du lundi au samedi de 7 h 15 à 9 h 40, de 12 h 15 à 13 h 10, et de 15 h 45 à 19 h 9. Le service est suspendu pendant les mois de juillet et d'août. - Date de dernière mise à jour : 7 mars 2024. |                                                                           |                                                                           |                                                                           |                                                                           |                                                                           |                                                                           |                                                                           |                                                                           |
| 564   | Dernière actualisation : — |                                                                           |                                                                           |                                                                           |                                                                           |                                                                           |                                                                           |                                                                           |                                                                           |
| 565   | Mairie de Rueil ⥋ Hauts de Rueil - Église de Buzenval | Mairie de Rueil ⥋ Hauts de Rueil - Église de Buzenval                     | Mairie de Rueil ⥋ Hauts de Rueil - Église de Buzenval                     | Mairie de Rueil ⥋ Hauts de Rueil - Église de Buzenval                     | Mairie de Rueil ⥋ Hauts de Rueil - Église de Buzenval                     | Mairie de Rueil ⥋ Hauts de Rueil - Église de Buzenval                     | Mairie de Rueil ⥋ Hauts de Rueil - Église de Buzenval                     | Mairie de Rueil ⥋ Hauts de Rueil - Église de Buzenval                     | Mairie de Rueil ⥋ Hauts de Rueil - Église de Buzenval                     |
| 565   | Ouverture / Fermeture 27 mars 2010 / — | Longueur —                                                                | Durée 14 min                                                              | Nb. d’arrêts 15                                                           | Matériel Cytios 3/23                                                      | Jours de fonctionnement L, Ma, Me, J, V, S                                | Jour / Soir / Nuit / Fêtes O / N / N / N                                  | Voy. / an —                                                               | Centre-Bus Nanterre                                                       |
| 565   | Desserte : - Ville et lieux desservis : Rueil-Malmaison (Mairie, Théâtre André-Malraux, Église Saint-Pierre Saint-Paul, Hôpital Stell, Parc Notre-Dame du Lac Richelieu, Centre culturel É.-Rostand, Lycée professionnel Gustave-Eiffel, Parc du Père-Joseph, Stade Maurice-Hubert, Hippodrome, Lycée professionnel P.-Buzenval, Stade Buzenval, Église Saint-Joseph). - Stations et gares desservies : Aucune. |                                                                           |                                                                           |                                                                           |                                                                           |                                                                           |                                                                           |                                                                           |                                                                           |
| 565   | Autre : - Zone traversée : 3. - Arrêts non accessibles aux UFR : Place Besche vers Eglise de Buzenval, Primevères, 19 janvier. - Particularités : La ligne fonctionne du lundi au vendredi de 7 h 15 à 20 h 5 et le samedi de 7 h 40 à 20 h 39. - Date de dernière mise à jour : 23 mars 2021. |                                                                           |                                                                           |                                                                           |                                                                           |                                                                           |                                                                           |                                                                           |                                                                           |
| 565   | Dernière actualisation : — |                                                                           |                                                                           |                                                                           |                                                                           |                                                                           |                                                                           |                                                                           |                                                                           |
| 569   | TIM | TIM                                                                       | TIM                                                                       | TIM                                                                       | TIM                                                                       | TIM                                                                       | TIM                                                                       | TIM                                                                       | TIM                                                                       |
| 569   | (Circulaire) Gare de Bellevue ⥋ via Meudon Val Fleury RER |                                                                           |                                                                           |                                                                           |                                                                           |                                                                           |                                                                           |                                                                           |                                                                           |
| 569   | Ouverture / Fermeture 21 mars 1988 / 30 août 2025 （RATP） | Longueur 6,28/9,45 km                                                     | Durée —                                                                   | Nb. d’arrêts 13/20                                                        | Matériel Cytios 4/23 Cytios 3/23                                          | Jours de fonctionnement L, Ma, Me, J, V, S                                | Jour / Soir / Nuit / Fêtes O / N / N / N                                  | Voy. / an —                                                               | Centre-Bus Point-du-Jour                                                  |
| 569   | Desserte : - Ville et lieux desservis : Meudon (Bassin du Bel-Air, Musée d'art et d'histoire, Abbaye, Complexe sportif René-Leduc, Lycée d'horticulture Saint-Philippe, Complexes sportifs Marcel Bec, Église Sainte-Jeanne d'Arc, Église Saint-Martin, Église Notre-Dame de l'Annonciation, Parc G.-Gauer, Complexes sportifs du Bel Air et E.-Renan, Parc forestier des Bruyères, Lycée 67 La Source, Centre national de la recherche scientifique appliquée). - Stations et gares desservies : Bellevue, Meudon-Val-Fleury. |                                                                           |                                                                           |                                                                           |                                                                           |                                                                           |                                                                           |                                                                           |                                                                           |
| 569   | Autre : - Zone traversée : 3. - Arrêts non accessibles aux UFR : Parc Gauer, Berthelot - Marcel Bec, Complexe Sportifs du Marcel Bec, Observatoire vers Gare de Bellevue, Terre Neuve vers Gare de Bellevue, Victor Hugo - Louvois vers Gare de Val Fleury, Gare de Val Fleury vers Gare de Bellevue, Larris, Galliera - Saint-Philippe. - Particularités : La ligne fonctionne du lundi au samedi de 7 h 40 à 19 h 45. - Date de dernière mise à jour : 2 septembre 2024.                                                     |                                                                           |                                                                           |                                                                           |                                                                           |                                                                           |                                                                           |                                                                           |                                                                           |
| 569   | Dernière actualisation : — |                                                                           |                                                                           |                                                                           |                                                                           |                                                                           |                                                                           |                                                                           |                                                                           |

### Lignes 570 à 579
| Ligne | Caractéristiques | Caractéristiques | Caractéristiques | Caractéristiques | Caractéristiques | Caractéristiques | Caractéristiques | Caractéristiques | Caractéristiques |
| 571   | SUBB : Service urbain de Boulogne-Billancourt | SUBB : Service urbain de Boulogne-Billancourt                                                                                          | SUBB : Service urbain de Boulogne-Billancourt                                                                                          | SUBB : Service urbain de Boulogne-Billancourt                                                                                          | SUBB : Service urbain de Boulogne-Billancourt                                                                                          | SUBB : Service urbain de Boulogne-Billancourt                                                                                          | SUBB : Service urbain de Boulogne-Billancourt                                                                                          | SUBB : Service urbain de Boulogne-Billancourt                                                                                          | SUBB : Service urbain de Boulogne-Billancourt                                                                                          |
| 571   | Hôtel de Ville de Boulogne-Billancourt via Pont de Billancourt (Boucle Sud) ⥋ Hôtel de Ville - Les Passages via Parchamp (Boucle Nord) | Hôtel de Ville de Boulogne-Billancourt via Pont de Billancourt (Boucle Sud) ⥋ Hôtel de Ville - Les Passages via Parchamp (Boucle Nord) | Hôtel de Ville de Boulogne-Billancourt via Pont de Billancourt (Boucle Sud) ⥋ Hôtel de Ville - Les Passages via Parchamp (Boucle Nord) | Hôtel de Ville de Boulogne-Billancourt via Pont de Billancourt (Boucle Sud) ⥋ Hôtel de Ville - Les Passages via Parchamp (Boucle Nord) | Hôtel de Ville de Boulogne-Billancourt via Pont de Billancourt (Boucle Sud) ⥋ Hôtel de Ville - Les Passages via Parchamp (Boucle Nord) | Hôtel de Ville de Boulogne-Billancourt via Pont de Billancourt (Boucle Sud) ⥋ Hôtel de Ville - Les Passages via Parchamp (Boucle Nord) | Hôtel de Ville de Boulogne-Billancourt via Pont de Billancourt (Boucle Sud) ⥋ Hôtel de Ville - Les Passages via Parchamp (Boucle Nord) | Hôtel de Ville de Boulogne-Billancourt via Pont de Billancourt (Boucle Sud) ⥋ Hôtel de Ville - Les Passages via Parchamp (Boucle Nord) | Hôtel de Ville de Boulogne-Billancourt via Pont de Billancourt (Boucle Sud) ⥋ Hôtel de Ville - Les Passages via Parchamp (Boucle Nord) |
| ----- | --- | --- | --- | --- | --- | --- | --- | --- | --- |
| 571   | Ouverture / Fermeture 15 septembre 1975 / 30 août 2025 （RATP） | Longueur 10,30 km | Durée 21 / 35 min | Nb. d’arrêts 34 | Matériel GX 127GX 137Citaro K | Jours de fonctionnement L, Ma, Me, J, V, S                                                                                             | Jour / Soir / Nuit / Fêtes O / N / N / N                                                                                               | Voy. / an 812 000 (2 010) | Centre-Bus Point-du-Jour |
| 571   | Desserte : - Ville et lieux desservis : Boulogne-Billancourt (Mairie, Ancien cimetière, Église Sainte-Cécile, Hôpital Ambroise-Paré, Église Notre-Dame-des-Menus de Boulogne-Billancourt, Parc de Boulogne Edmond-de-Rothschild, Théâtre de l'Ouest parisien, Université Paris V - Institut de Psychologie, Église de l'Immaculée-Conception, Nouveau cimetière de Billancourt, place Jules-Guesde, Place Bir-Hakeim, Lycée É.-J.Marey). - Station desservie : Marcel Sembat, Billancourt (depuis l'arrêt Yves Kermen).                                 | | | | | | | | |
| 571   | Autre : - Zone traversée : néant (Service gratuit). - Arrêts non accessibles aux UFR : - Boucle Nord : Saint-Denis - Jean-Baptiste-Clément et Galliéni-Billancourt - Boucle Sud : Pyramide. - Amplitudes horaires : Les deux boucles fonctionnent du lundi au samedi : - de 7 h à 19 h 46 (pour la boucle nord) ; - de 7 h 10 à 19 h 55 (pour la boucle sud). - Particularités : La ligne est un service gratuit. C'est le deuxième service urbain le plus important de la région en nombre de voyageurs. - Date de dernière mise à jour : 23 mai 2023. | | | | | | | | |
| 571   | Dernière actualisation : — | | | | | | | | |
| 573   | P'tit Bus : Service urbain du Pré-Saint-Gervais | P'tit Bus : Service urbain du Pré-Saint-Gervais                                                                                        | P'tit Bus : Service urbain du Pré-Saint-Gervais                                                                                        | P'tit Bus : Service urbain du Pré-Saint-Gervais                                                                                        | P'tit Bus : Service urbain du Pré-Saint-Gervais                                                                                        | P'tit Bus : Service urbain du Pré-Saint-Gervais                                                                                        | P'tit Bus : Service urbain du Pré-Saint-Gervais                                                                                        | P'tit Bus : Service urbain du Pré-Saint-Gervais                                                                                        | P'tit Bus : Service urbain du Pré-Saint-Gervais                                                                                        |
| 573   | (Circulaire) Marché - Mairie ⥋ via Pré-Saint-Gervais | | | | | | | | |
| 573   | Ouverture / Fermeture 1er septembre 2018 / — | Longueur — | Durée 47 min | Nb. d’arrêts 21 | Matériel Bluebus 6 m Jest Electric | Jours de fonctionnement L, Ma, Me, J, V, S, D                                                                                          | Jour / Soir / Nuit / Fêtes O / N / N / N                                                                                               | Voy. / an — | Centre-Bus Les Lilas |
| 573   | Desserte : - Ville et lieux desservis : Le Pré-Saint-Gervais, Paris (19e arrondissement) (Hôpital Robert-Debré) et Les Lilas - Stations desservies : Hoche, Butte du Chapeau Rouge (T3b) (depuis l’arrêt Stalingrad-Estienne d’Orves), Hôpital Robert Debré (T3b), Pré-Saint-Gervais et Mairie des Lilas. | | | | | | | | |
| 573   | Autre : - Zones traversées : Néant (service gratuit). - Arrêts non accessibles aux UFR : Tous. - Amplitudes horaires : La ligne est un service gratuit. La ligne fonctionne du lundi au dimanche de 9 h 15 à 18 h 20 environ (avec un passage par heure approximativement). - Date de dernière mise à jour : 4 janvier 2024. | | | | | | | | |
| 573   | Dernière actualisation : — | | | | | | | | |
| 577   | RiverPlaza | RiverPlaza | RiverPlaza | RiverPlaza | RiverPlaza | RiverPlaza | RiverPlaza | RiverPlaza | RiverPlaza |
| 577   | Asnières - Gennevilliers - Gabriel Péri ⥋ Gennevilliers RER | | | | | | | | |
| 577   | Ouverture / Fermeture 2 juin 2003 / — | Longueur — | Durée 20-28 min | Nb. d’arrêts 9 | Matériel GX 127 GX 137 | Jours de fonctionnement L, Ma, Me, J, V                                                                                                | Jour / Soir / Nuit / Fêtes O / N / N / N                                                                                               | Voy. / an — | Centre-Bus Asnières |
| 577   | Desserte : - Villes et lieux desservis : Asnières-sur-Seine (RiverPlaza, Zone industrielle des Cabœufs, Stade Paul-Nicolas) et Gennevilliers (Terrain de tennis). - Station et gares desservies : Gabriel Péri, Les Grésillons, Gennevilliers. | | | | | | | | |
| 577   | Autre : - Zone traversée : 3. - Arrêts non accessibles aux UFR : Pierre Boudou vers Gennevilliers RER et Tour d’Asnières Laurent Cély vers Gabriel Péri. - Amplitudes horaires : La ligne fonctionne du lundi au vendredi de 7 h 30 à 19 h 46. Aux heures de pointe, un service sur deux est limité au parcours Gabriel Péri - River Plaza. - Date de dernière mise à jour : 4 janvier 2024. | | | | | | | | |
| 577   | Dernière actualisation : — | | | | | | | | |

### Lignes 580 à 589
| Ligne | Caractéristiques | Caractéristiques | Caractéristiques | Caractéristiques | Caractéristiques | Caractéristiques | Caractéristiques | Caractéristiques | Caractéristiques |
| 589   | TUVIM : Service urbain d'Issy-les-Moulineaux | TUVIM : Service urbain d'Issy-les-Moulineaux | TUVIM : Service urbain d'Issy-les-Moulineaux | TUVIM : Service urbain d'Issy-les-Moulineaux | TUVIM : Service urbain d'Issy-les-Moulineaux | TUVIM : Service urbain d'Issy-les-Moulineaux | TUVIM : Service urbain d'Issy-les-Moulineaux | TUVIM : Service urbain d'Issy-les-Moulineaux | TUVIM : Service urbain d'Issy-les-Moulineaux |
| 589   | (Circulaires) Mairie d'Issy ⥋ via Corentin Celton (circuit Centre-Ville) / via Épinettes (circuit Épinettes) / via Les Moulineaux (circuit Île Saint-Germain) | (Circulaires) Mairie d'Issy ⥋ via Corentin Celton (circuit Centre-Ville) / via Épinettes (circuit Épinettes) / via Les Moulineaux (circuit Île Saint-Germain) | (Circulaires) Mairie d'Issy ⥋ via Corentin Celton (circuit Centre-Ville) / via Épinettes (circuit Épinettes) / via Les Moulineaux (circuit Île Saint-Germain) | (Circulaires) Mairie d'Issy ⥋ via Corentin Celton (circuit Centre-Ville) / via Épinettes (circuit Épinettes) / via Les Moulineaux (circuit Île Saint-Germain) | (Circulaires) Mairie d'Issy ⥋ via Corentin Celton (circuit Centre-Ville) / via Épinettes (circuit Épinettes) / via Les Moulineaux (circuit Île Saint-Germain) | (Circulaires) Mairie d'Issy ⥋ via Corentin Celton (circuit Centre-Ville) / via Épinettes (circuit Épinettes) / via Les Moulineaux (circuit Île Saint-Germain) | (Circulaires) Mairie d'Issy ⥋ via Corentin Celton (circuit Centre-Ville) / via Épinettes (circuit Épinettes) / via Les Moulineaux (circuit Île Saint-Germain) | (Circulaires) Mairie d'Issy ⥋ via Corentin Celton (circuit Centre-Ville) / via Épinettes (circuit Épinettes) / via Les Moulineaux (circuit Île Saint-Germain) | (Circulaires) Mairie d'Issy ⥋ via Corentin Celton (circuit Centre-Ville) / via Épinettes (circuit Épinettes) / via Les Moulineaux (circuit Île Saint-Germain) |
| ----- | --- | --- | --- | --- | --- | --- | --- | --- | --- |
| 589   | Ouverture / Fermeture 18 décembre 1982 / 30 août 2025 （RATP） | Longueur — | Durée 23 / 17 / 29 min | Nb. d’arrêts 52 | Matériel GX 127 Gépébus Oréos 4X | Jours de fonctionnement L, Ma, Me, J, V, S | Jour / Soir / Nuit / Fêtes O / N / N / N | Voy. / an ≈ 1 000 000 | Centre-Bus Malakoff |
| 589   | Desserte : - Ville et lieux desservis : Issy-les-Moulineaux (Mairie, Île Saint-Germain, Stade Jean-Bouin, Lycée professionnel H.-Farman, Parc Henri-Barbusse, Cimetière, Stade Alain-Mimoun, Fort d'Issy, Stade G.-Voisin, Institution Saint-Nicolas, Héliport de Paris, Aquaboulevard, Hôpital Corentin-Celton, Collège Henri-Matisse, Hôpital). - Stations et gares desservies : Mairie d'Issy, Corentin Celton, Jacques-Henri Lartigue, Les Moulineaux. | | | | | | | | |
| 589   | Autre : - Zone traversée : néant (Service gratuit). - Arrêts non accessibles aux UFR : Place de l'Église et Corentin Celton. - Particularités : Le service est constitué de trois circuits : - Centre-ville : (Circulaire) Mairie d'Issy → Abbé Derry → Jules Guesde → Mairie d'Issy → Séverine → Corentin Celton → Mairie d'Issy. Ce circuit fonctionne du lundi au vendredi de 7 h à 21 h 53 et le samedi de 7 h à 21 h 23 ; - Épinettes : (Circulaire) Mairie d'Issy → Épinettes → Belvédère → Mairie d'Issy. Ce circuit fonctionne du lundi au vendredi de 6 h 30 à 21 h 42 et le samedi à partir de 7 h. - Île-Saint-Germain : (Circulaire) Mairie d'Issy ←→ Jacques-Henri Lartigue ←→ Les Moulineaux ←→ Bas Meudon. Ce circuit fonctionne du lundi au vendredi de 7 h 25 à 21 h 44 et le samedi jusqu'à 20 h 44 ; - Il est le service urbain le plus fréquenté d'Île-de-France. - La ligne est depuis novembre 2016 progressivement équipée de midibus électriques Gépébus Oréos 4X, identiques à ceux de la ligne 40 (ex-Montmartrobus jusqu'en 2019). - Date de dernière mise à jour : 14 juin 2025. | | | | | | | | |
| 589   | Dernière actualisation : — | | | | | | | | |

### Lignes 590 à 599
| Ligne | Caractéristiques | Caractéristiques                                    | Caractéristiques                                    | Caractéristiques                                    | Caractéristiques                                    | Caractéristiques                                    | Caractéristiques                                    | Caractéristiques                                    | Caractéristiques                                    |
| 595   | Le Plessis-Robinson - La Boursidière ⥋ Robinson RER | Le Plessis-Robinson - La Boursidière ⥋ Robinson RER | Le Plessis-Robinson - La Boursidière ⥋ Robinson RER | Le Plessis-Robinson - La Boursidière ⥋ Robinson RER | Le Plessis-Robinson - La Boursidière ⥋ Robinson RER | Le Plessis-Robinson - La Boursidière ⥋ Robinson RER | Le Plessis-Robinson - La Boursidière ⥋ Robinson RER | Le Plessis-Robinson - La Boursidière ⥋ Robinson RER | Le Plessis-Robinson - La Boursidière ⥋ Robinson RER |
| ----- | --- | --------------------------------------------------- | --------------------------------------------------- | --------------------------------------------------- | --------------------------------------------------- | --------------------------------------------------- | --------------------------------------------------- | --------------------------------------------------- | --------------------------------------------------- |
| 595   | Ouverture / Fermeture 1er janvier 1996 / — | Longueur —                                          | Durée 12-14 min                                     | Nb. d’arrêts 5                                      | Matériel Citaro Facelift Citaro C2                  | Jours de fonctionnement L, Ma, Me, J, V             | Jour / Soir / Nuit / Fêtes N / N / N / N            | Voy. / an —                                         | Centre-Bus Fontenay                                 |
| 595   | Desserte : - Villes et lieux desservis : Clamart, Le Plessis-Robinson (Stade du Hameau, Parc départemental Henri-Sellier, Bois de la Garenne), Châtenay-Malabry, Sceaux (Cimetière, Stade Clos Saint-Michel, Faculté Jean-Monnet). - Stations et gares desservies : Noveos (T10), Gare de Robinson (RER B).             |                                                     |                                                     |                                                     |                                                     |                                                     |                                                     |                                                     |                                                     |
| 595   | Autre : - Zone traversée : 3. - Arrêts non accessibles aux UFR : La Boursidière, Noveos, Robinson RER. - Particularités : La ligne fonctionne uniquement aux heures de pointe, hors période estivale, du lundi au vendredi de 7 h 20 à 9 h 35 et de 16 h 30 à 19 h 30. - Date de dernière mise à jour : 2 juillet 2023. |                                                     |                                                     |                                                     |                                                     |                                                     |                                                     |                                                     |                                                     |
| 595   | Dernière actualisation : — |                                                     |                                                     |                                                     |                                                     |                                                     |                                                     |                                                     |                                                     |

## Lignes Traverses
Les lignes suivantes font partie des Traverses de Paris, qui sont des lignes de proximité de Paris intra-muros :
- Traverse de Charonne (501) ;
- Traverse Bièvre Montsouris (513) ;
- Traverse Batignolles-Bichat (518) ;
- Traverse Ney-Flandre (519).

Une cinquième Traverse existe, la Traverse Brancion-Commerce, mais la RATP ne l'exploite pas.

## Lignes Valouette
Les lignes suivantes font partie du réseau Valouette :
- v2 (583) ;
- v3 (581) : Service de Cachan ;
- v4 (562) : Service d'Arcueil ;
- v5 (584) : Service de Gentilly ;
- v6 (593) : Service du Kremlin-Bicêtre ;
- v7 (585) : Service de Villejuif.